# Eppie Wietzes
Eppie Wietzes   (Assen, 28 de maig de 1938 - Vaughan, 11 de juny de 2020 (<11 de juny de 2020)) va ser un pilot de curses automobilístiques canadenc que va arribar a disputar curses de Fórmula 1.

## A la F1
Eppie Wietzes va debutar a la vuitena cursa de la temporada 1967 (la divuitena temporada de la història) del campionat del món de la Fórmula 1, disputant el 27 d'agost del 1967 el GP del Canadà al circuit de Mosport Park.
Va participar en un total de dues curses puntuables pel campionat de la F1, disputades en dues temporades no consecutives (1967 i 1974), no aconseguint finalitzar cap cursa i no va assolir cap punt pel campionat del món de pilots.

## Resultats a la Fórmula 1
| Any  | Equip                        | Xassís  | Motor    | 1   | 2   | 3   | 4   | 5   | 6   | 7   | 8       | 9   | 10  | 11  | 12  | 13  | 14      | 15  | Posició | Punts |
| ---- | ---------------------------- | ------- | -------- | --- | --- | --- | --- | --- | --- | --- | ------- | --- | --- | --- | --- | --- | ------- | --- | ------- | ----- |
| 1967 | Team Lotus / Comstock Racing | Lotus   | Cosworth | SUD | MON | HOL | BEL | FRA | GBR | ALE | CAN Ret | ITA | USA | MEX |     |     |         |     | -       | 0     |
| 1974 | Team Canada F1 Racing        | Brabham | Cosworth | ARG | BRA | SUD | ESP | BEL | MON | SUE | HOL     | FRA | GBR | ALE | AUT | ITA | CAN Ret | USA | -       | 0     |

### Resum
| Curses: | Victòries: | Pòdiums: | Poles: | Voltes ràpides: | Punts: |
| ------- | ---------- | -------- | ------ | --------------- | ------ |
| 2       | 0          | 0        | 0      | 0               | 0      |